# Гицерот, Наталья Максимиллиановна
Наталья Максимиллиановна Гицерот (17 февраля 1915, Саратов — 17 сентября 1991, Москва) — советская актриса.

## Биография
В 1930 году окончила хореографическое отделение актёрской школы в Саратове.
В 1930—1932 годах — актриса Саратовского театра оперы и балета.
В 1933 году в Саратове вышла замуж за актёра Антония Марцельевича Ходурского, который в это время работал в одном из театров города Саратов. В этом же году у них родилась дочь. Вскоре после этого супруги переехали в Москву. Ходурский был зачислен в труппу Центрального Театра Советской Армии, а Наталья стала студенткой консерватории. Но их брак распался в 1934 году. 
В 1933—1934 годах училась на вокальном отделении Московской консерватории.
В 1934 году распался брак с Антонием Марцельевичем Ходурским
В 1935 году исполнила одну из главных ролей в фильме «Джульбарс»:

Милый образ застенчивой, сдержанной и мужественной девушки создает Н. Гицерот в роли внучки старого проводника. Характер героини выявляется в действии - во время драматических событий...
— киновед В. С. Колодяжная
В 1940 году окончила актёрскую школу при киностудии «Мосфильм».
В 1941—1943 — актриса Ташкентской киностудии и Ташкентского театра оперетты, в 1943—1945 — фронтового театра, в 1945—1947 — Московского театра эстрады и миниатюр, в 1947—1958 — Театра-студии киноактёра.
В 1958—1984 годах — актриса Центральной киностудии детских и юношеских фильмов имени Горького.
С 1946 года работала на дубляже иностранных фильмов.
В начале была замужем за Иваном Васильевичем Бобровым.
В 1939 году вышла замуж за актёра В. П. Балашова, в браке с которым прожила более десяти лет.
Похоронена на Даниловском кладбище Москвы.

## Фильмография
- 1935 — Три товарища — зубной врач
- 1935 — Джульбарс — Пэри
- 1939 — Семнадцатилетние — Галя
- 1940 — Закон жизни — студентка
- 1941 — Боевой киносборник № 8 (новелла «Ночь над Белградом») — сербская девушка
- 1941 — Новеллы — донья Уракка (новелла «Небо и ад»), одна из фрейлин (новелла «Свинопас»)
- 1942 — Александр Пархоменко — портовая девушка
- 1942 — Боевой киносборник № 11 (новелла «Пауки») — ассистент
- 1954 — Мы с вами где-то встречались — отдыхающая
- 1955 — Белый пудель[2] — госпожа Обольянинова
- 1955 — Вольница — Марфа Игнатьевна, жена Матвея Егоровича (нет в титрах)
- 1956 — Первые радости — прокурорша
- 1957 — Крутые ступени — жена профессора Проскова
- 1959 — Таврия — Софья Фальцфейн
- 1961 — Мишка, Серёга и я — адресат
- 1963 — Большие и маленькие — Рита, стенографистка
- 1963 — Если ты прав — Высотина
- 1964 — Живёт такой парень — женщина из модельного салона
- 1964 — Зелёный огонёк — провожающая на перроне вокзала
- 1965 — Год как жизнь — мадам Антуан
- 1965 — Операция «Ы» и другие приключения Шурика («Наваждение»[3]) — хозяйка собаки[4]
- 1966 — Крылья — Наталья Максимилиановна
- 1967 — Они живут рядом — Лузгина
- 1967 — Пароль не нужен — дама в очереди
- 1970 — Переступи порог — мама
- 1972 — Моя жизнь — Ажогина
- 1974 — Скворец и Лира — Луиза
- 1977 — Приехали на конкурс повара — председатель приёмной комиссии
- 1979 — Я буду ждать... — бабушка Никиты
- 1980 — Тайна Эдвина Друда — горничная мистера Сапси
- 1982 — Покровские ворота — слушательница лекции Орловичей

## Озвучивание мультфильмов
- 1950 — Волшебный клад — волшебная птица